# Brooklyn (Wisconsin)
Brooklyn is een plaats (village) in de Amerikaanse staat Wisconsin, en valt bestuurlijk gezien onder Dane County en Green County.

## Demografie
Bij de volkstelling in 2000 werd het aantal inwoners vastgesteld op 916. In 2006 is het aantal inwoners door het United States Census Bureau geschat op 1235, een stijging van 319 (34,8%).

## Geografie
Volgens het United States Census Bureau beslaat de plaats een oppervlakte van 2,8 km², geheel bestaande uit land.

## Plaatsen in de nabije omgeving
De onderstaande figuur toont nabijgelegen plaatsen in een straal van 20 km rond Brooklyn.